# 龚学遂

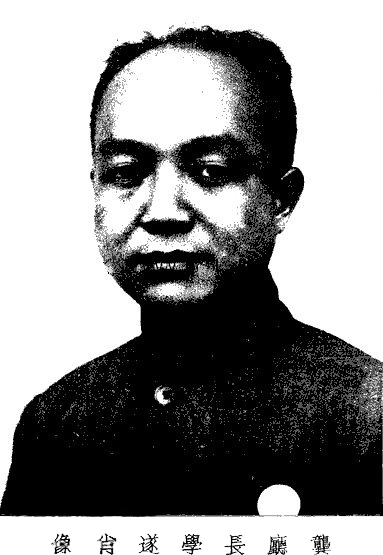

龚学遂（1895年—1968年8月8日），原名伯循，曾用名志仁，江西金溪人，出生于霞澌龚氏家族，曾任国民政府交通部政务次长，大连市市长、青岛市市长。

## 生平
龚学遂早年留学日本，毕业于东京帝国大学矿山学科。后返回国内，曾担任过铁道部南浔铁路管理局局长兼国民党特别党部主委、荐任技士，农矿部专门委员，国民党江西省党部执委等职。1930年出任江西省政府委员、建设厅厅长，此后又任江西省公路处处长、江西剿匪区政务处主委等职务。1936年前往欧美各国进行考察。回国后出任南昌市市长，在任期间大力推动南昌城市建设。
抗日战争期间，先后出任军事委员会西南运输处副主任，运输统制局运输总处处长、副局长，行政院赔偿委员会副主委等职。1945年任交通部政务次长，次年出任大连市市长。1948年当选第一届国民大会代表，同年任青岛市市长。1949年离职，赴上海寓居。同年，曾受邀列席中国人民政治协商会议第一届全体会议。中华人民共和国成立后，于1953年起任山东煤炭工业管理局顾问、科研所代理主任，中国国民党革命委员会中央团结委员，山东省政协常委等。1968年因脑溢血逝世。